# Chemical vapor deposition

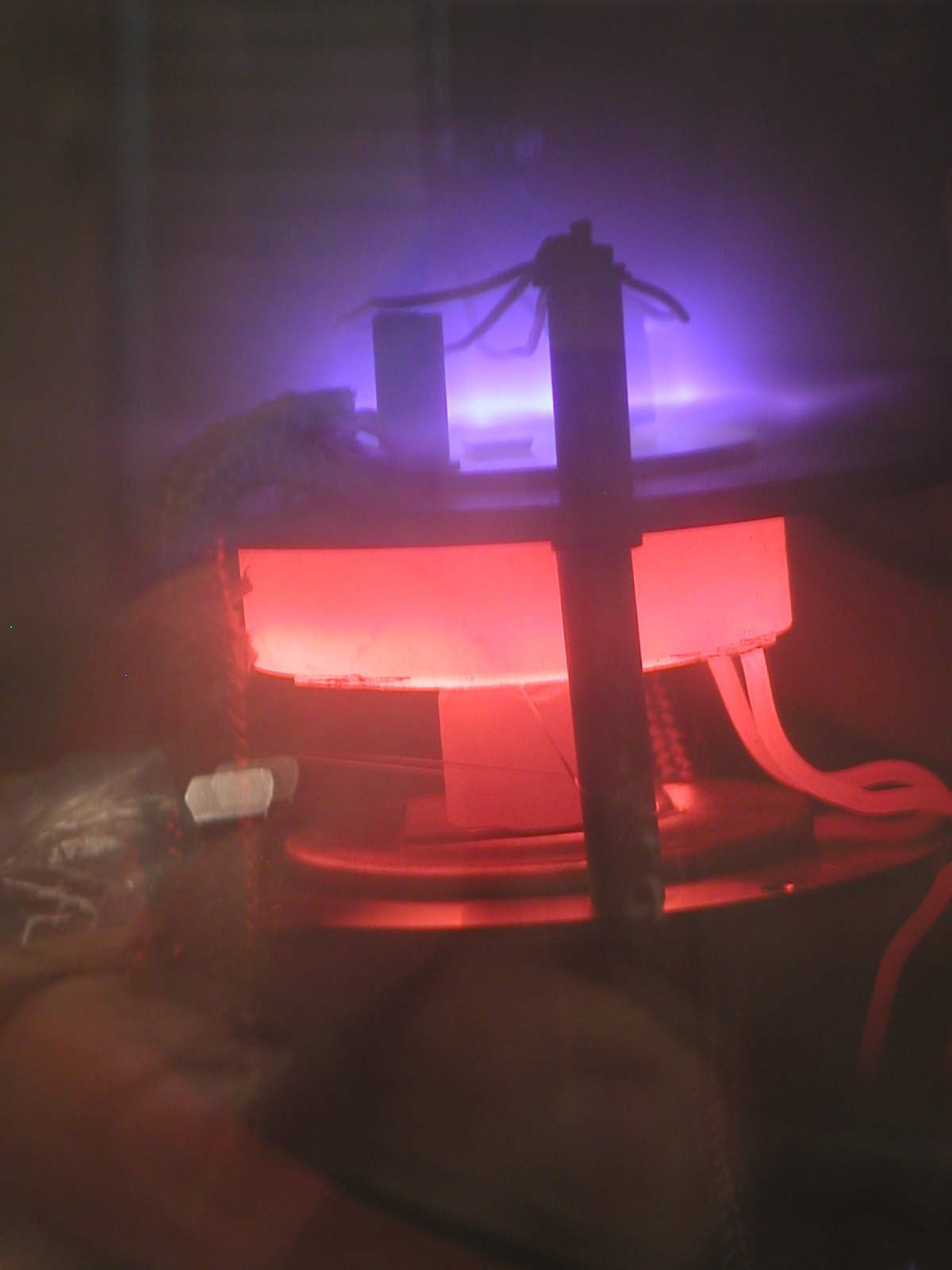
Plasma (paars) laat “nano” buisjes, in een laboratoriumopstelling, groeien.

Chemical vapor deposition, afkorting CVD (letterlijk vertaald “chemische dampdepositie”) is een chemisch opdampproces waarbij een thin film (dunne laag materiaal) op een substraat (ondergrond) wordt aangebracht.

## Onderverdeling
Het opdampproces kan weer onderverdeeld worden in:
- APCVD – Atmospheric pressure chemical vapor deposition. Opdampproces onder atmosferische druk.
- ACVD of ALCVD – Atomic layer chemical vapor deposition. Opdampproces waarbij lagen gecontroleerd laag voor laag kunnen worden aangebracht.
- HFCVP – Hot filament chemical vapour deposition. Opdampproces onder hoge temperatuur.
- LPCVD – Low-pressure chemical vapor deposition. Opdampproces onder gereduceerde atmosferische druk.
- MOCVD – Metal organic chemical vapor deposition. Opdampproces waarbij het opgedampte materiaal gebaseerd is op metaal-organische verbindingen.
- MPCVD – Microwave plasma-assisted chemical vapor deposition.
- PECVD – Plasma enhanced chemical vapor deposition. Opdampproces geschikt voor een lagere temperatuur.
- RTCVD – Rapid thermal chemical vapor deposition. Versneld opdampproces waarbij alleen het substraat wordt opgewarmd.
- RPECVD – Remote plasma enhanced chemical vapor deposition. Opdampproces gelijk aan het PECVD-proces, waarbij het substraat niet in direct contact met de plasma-reactiekamer staat. Hierdoor kan het proces bij (de relatief lagere) kamertemperatuur plaatsvinden.
- UHVCVD – Ultra high vacuum chemical vapor deposition. Opdampproces onder zeer lage druk.

## Geschiedenis
De term Chemical vapor deposition werd voor het eerst gebruikt door John M. Blocher. Al in 1852 vermeldde de Duitse chemicus Robert Bunsen het proces.

## Proces
Op het al dan niet verwarmde substraat (oppervlak) wordt als gevolg van een chemische reactie, waarbij een materiaal overgaat van de vaste naar de damptoestand, een dunne laag opgedampt.
In theorie zijn de chemische processen onder te verdelen in twee groepen:
homogene reacties in de gasfase, en
heterogene reacties aan het oppervlak (gekatalyseerd).
De efficiëntie van de reactie wordt bepaald door het thermodynamisch evenwicht en de reactiesnelheid. 
Evenwichtsberekeningen in een gesloten systeem kunnen volgens de thermodynamica berekend worden met behulp van enthalpie, helmholtzenergie en de gibbsenergie, waarbij de laatstgenoemde in evenwicht een minimum zal bereiken (bij zekere druk en volume). 
In het CVD-proces is echter meestal geen sprake van evenwicht (de verblijftijden zijn te kort), noch van een gesloten systeem. Met kinetische modellen kan men meer inzicht verkrijgen in de reactiemechanismen, maar de voorspellende waarde is vaak klein omdat
de reactiesnelheden niet of slecht bekend zijn,
er meerdere reacties zijn, waarbij de langzaamste bepalend is,
er een koppeling is met de flow en temperatuur van de CVD-reactor.

## Reactor
De basiscomponenten van een CVD-reactor zijn als volgt onder te verdelen:

### Reactiekamer
Dit is de kamer waarin het substraat aan de reactieve gasvormige componenten wordt blootgesteld. Deze kan bestaan uit kwarts, poly-silicium, silicium-carbide, roestvast staal of combinaties daarvan. De temperatuur van de kamer is vaak beheerst door middel van lucht, water (koeling) of olie (verwarming).

### Verwarming
Naast de temperatuurbeheersing van de reactiekamer wordt het substraat ofwel apart (lokaal) verwarmd, ofwel (globaal) verwarmd door de omgeving (de reactiekamer). Dit is noodzakelijk om de voor de reactie gewenst temperatuur te verkrijgen. De temperatuur kan geregeld worden door weerstands-, inductie- of infrarood-verwarming, maar in PECVD zal ook het plasma (inductief of capacitief) hierbij een rol spelen.
Temperatuurverschillen kunnen aanleiding geven tot vrije convectie, wat meestal een verstoring is van het gewenste stromingspatroon.

### Gasverzorging
De binnenkomende gassen worden meestal gemengd door middel van een systeem van massflowcontrollers, die de hoeveelheden regelen en kleppen, die de leidingen openen en sluiten, en verdeeld in de proceskamer. De gasverdeling kan op verschillende manieren plaatsvinden, afhankelijk van het proces: met een showerhead (bijvoorbeeld PECVD) of verschillende inlaatpijpjes (bijvoorbeeld LPCVD) kunnen de gemengde gassen over het substraat gespoeld worden (laminair of turbulent). Dit kan door een drukverschil aan te brengen (geforceerde convectie). Ook kan de druk in de proceskamer gereduceerd worden door vacuümpompen.
De uitgaande gassen, vaak met reactieve, corrosieve of giftige componenten, kunnen in een zogeheten scrubber onschadelijk gemaakt worden.

### Proces-sturing
In productie-apparatuur wordt meestal het proces van verwarming en gasverzorging volautomatisch uitgevoerd. Hierbij wordt zowel de veiligheid als het proces bewaakt. Ook is het mogelijk om uit metingen voor, na en tijdens het bewerken eventuele proces- of machine-problemen vast te stellen.

## Toepassingen
- chip productie
- Metaliseren van kunststoffen
- Coaten van metalen ( boren en beitels)
- Coaten van papier
- kunstmatige diamantschijven voor technische toepassing
- Productie van zonnecellen
- Productie van grafeen